# Постановления ЕСПЧ по делам о событиях в Чечне
В списке представлены постановления (решения по существу дела, англ. judgments, фр. arrêts) Европейского суда по правам человека, принятые по жалобам на события в Чечне против России. Затемнены постановления Палаты, не вступившие в силу (пересмотренные Большой палатой или ещё доступные для пересмотра ей). Отдельно приведен список решений ЕСПЧ, вынесенных против других стран Совета Европы, связанные с депортацией в Россию лиц, бежавших из Чечни. Кроме того, содержится информация о причинах признания неприемлемыми ЕСПЧ жалоб в связи с событиями в Чечне.

## Постановления против России

### Постановления 2005—2006 гг
| № | Событие, дата, место                                                                  | Название дела                     | Английское название дела, дата постановления          | Статьи ЕКПЧ, нарушение которых найдено Судом | Рассматривавшиеся статьи ЕКПЧ, по которым не найдено нарушений | Особые мнения судей                                       |
| - | ------------------------------------------------------------------------------------- | --------------------------------- | ----------------------------------------------------- | -------------------------------------------- | -------------------------------------------------------------- | --------------------------------------------------------- |
| 1 | Бомбардировка колонны машин, повлёкшая жертвы (29 октября 1999)                       | Дело Исаевой, Юсуповой и Базаевой | Isayeva, Yusupova and Basayeva v. Russia (24/02/2005) | 2, 13, ст. 1 протокола № 1                   | Нет                                                            | Нет                                                       |
| 2 | Убийства мирных жителей в Старопромысловском районе Грозного (19 января 2000)         | Дело Хашиева и Акаевой            | Khasiyev and Akayeva v. Russia (24/02/2005)           | 2, 3 (процесс.), 13                          | 3 (матер.)                                                     | А. Ковлер и В. Загребельски сочли, что ст. 13 не нарушена |
| 3 | Штурм Катыр-Юрта (4—7 февраля 2000)                                                   | Дело Зары Исаевой                 | Isayeva v. Russia (24/02/2005)                        | 2, 13                                        | Нет                                                            | Нет                                                       |
| 4 | Исчезновение Хаджи-Мурата Яндиева (2 февраля 2000)                                    | Дело Базоркиной                   | Bazorkina v. Russia (27/07/2006)                      | 2, 3 (в отношении заявительницы), 5, 13      | 3 (в отношении Х.-М. Яндиева), 34, 38.                         | Нет                                                       |
| 5 | Убийства мирных жителей в Октябрьском районе Грозного (5 февраля 2000)                | Дело Эстамирова                   | Estamirov and others v. Russia (12/10/2006)           | 2, 13                                        | Нет                                                            | Нет                                                       |
| 6 | Задержание на рынке в Грозном и последующее убийство Н. Лулуевой (3 июня 2000)        | Дело Лулуева и других             | Luluyev and Others v. Russia (09/11/2006)             | 2, 3 (в отношении заявителей), 5, 13         | 3 (в отношении Н.Лулуевой)                                     | Нет                                                       |
| 7 | Исчезновение С.-Х. Имакаева (17 декабря 2000), похищение С.-М. Имакаева (2 июня 2002) | Дело Имакаевой                    | Imakayeva v. Russia (09/11/2006)                      | 2, 3, 5, 8, 13, 38                           | Нет                                                            | Нет                                                       |

### Постановления 2007 года
| №  | Событие, дата, место | Название дела               | Английское название дела, дата постановления    | Статьи ЕКПЧ, нарушение которых найдено Судом                                                     | Рассматривавшиеся статьи ЕКПЧ, по которым не найдено нарушений            | Особые мнения судей                                                                                         |
| -- | --- | --------------------------- | ----------------------------------------------- | ------------------------------------------------------------------------------------------------ | ------------------------------------------------------------------------- | --- |
| 1  | Задержание братьев Читаевых и их содержание в Чернокозово без предъявления обвинения (28 апреля — 5 октября 2000)                                                    | Дело Читаевых               | Chitayev and Chitayev v. Russia (18/01/2007)    | 3, ч. 1 ст. 5 (в отношении содержания под стражей в июне-октябре 2000 г.), ч. 3, 4 и 5 ст. 5, 13 | ч. 1 ст. 5 (в отношении содержания под стражей в апреле-июне 2000 г.), 38 | Нет |
| 2  | Исчезновение Ш. Байсаева (2 марта 2000) | Дело Байсаевой              | Baysayeva v. Russia (05/04/2007)                | 2, 3 (в отношении заявительницы), 5, 13, 38                                                      | 3 (в отношении Ш. Байсаева)                                               | Нет |
| 3  | Спецоперация в Аргуне с задержанием многих лиц, некоторые из которых впоследствии найдены мёртвыми (11—14 марта 2001)                                                | Дело Ахмадовой и Садулаевой | Akhmadova and Sadulayeva v. Russia (10/05/2007) | 2, 3, 5, 13, 38                                                                                  | 34                                                                        | Нет |
| 4  | Задержание и нахождение в изоляторе Чернокозово З. Битиевой и её сына И. Идуева (25 января — 26 февраля 2000), убийство З. Битиевой и её родственников (21 мая 2003) | Дело Битиевой и X.          | Bitiyeva and X v. Russia (21/06/2007)           | 2, 3 (в отношении первой заявительницы), 5, 13, 38                                               | 3 (в отношении второй заявительницы), 34                                  | Л. Лукаидес, Д. Шпильманн сочли, что статья 3 была нарушена и в отношении второй заявительницы              |
| 5  | Исчезновение Р. Алихаджиева (17 мая 2000) | Дело Алихаджиевой           | Alikhadzhiyeva v. Russia (05/07/2007)           | 2, 3 (в отношении заявительницы), 5, 13                                                          | 3 (в отношении Р. Алихаджиева), 38                                        | Нет |
| 6  | Исчезновение А. Магомадова (2 октября 2000) | Дело Магомадовых            | Magomadov and Magomadov v. Russia (12/07/2007)  | 2, 3 (в отношении заявителей), 5                                                                 | 3 (в отношении А. Магомадова), 34                                         | Нет |
| 7  | Задержание в селении Гехи и последующее убийство братьев Мусаевых (8 августа 2000)                                                                                   | Дело Мусаевой и других      | Musayeva and others v. Russia (26/07/2007)      | 2, 3 (в отношении У. Мусаева), 5, 13, 38                                                         | 3 (в отношении А. Мусаева)                                                | Нет |
| 8  | Убийства мирных жителей в Новых Алдах (5 февраля 2000) | Дело Мусаева и других       | Musayev and others v. Russia (26/07/2007)       | 2, 13                                                                                            | Нет                                                                       | Нет |
| 9  | Гибель 2 человек в Старопромысловском районе Грозного (19 января 2000)                                                                                               | Дело Гойговой               | Goygova v. Russia (04/10/2007)                  | 2, 13                                                                                            | 3                                                                         | Нет |
| 10 | Обстрел, ранение заявительницы в Старопромысловском районе Грозного (19 января 2000)                                                                                 | Дело Гончарук               | Goncharuk v. Russia (04/10/2007)                | 2, 13                                                                                            | 34                                                                        | Нет |
| 11 | Обстрел, ранение заявительницы в Старопромысловском районе (22 января 2000)                                                                                          | Дело Махаури                | Makhauri v. Russia (04/10/2007)                 | 2, 13                                                                                            | Нет                                                                       | Нет |
| 12 | Содержание заявителя под стражей и обращение с ним (январь-февраль 2000).                                                                                            | Дело Медова                 | Medov v. Russia (08/11/2007)                    | 3 (процесс.), 13                                                                                 | 3 (матер.)                                                                | Нет |
| 13 | Занятие недвижимости заявителя органами внутренних дел, повреждение его имущества, невыполнение постановления суда об освобождении недвижимости (1999—2002)          | Дело Хамидова               | Khamidov v. Russia (15/11/2007)                 | Ч. 1 ст. 6, ст. 8, ст. 1 протокола № 1                                                           | Нет                                                                       | Нет |
| 14 | Исчезновение С. Исаева (29 апреля 2001, Алхан-Кала) | Дело Х. Исаевой             | Khamila Isayeva v. Russia (15/11/2007)          | 2, 3, 5, 13, 38                                                                                  | Нет                                                                       | Нет |
| 14 | Похищение (26 ноября 2000 года) и убийство А. Кукаева | Дело Кукаева                | Kukayev v. Russia (15/11/2007)                  | 2, 3, 38                                                                                         | Нет                                                                       | Нет |
| 15 | Убийство А.-В. Тангиева, Х. и И. Гадаборшевых (январь 2000) | Дело Тангиевой              | Tangiyeva v. Russia (29/11/2007)                | 2, 3, 13 (в сочетании со ст. 2), 34.                                                             | 3                                                                         | А. Ковлер, Х. Гаджиев не усмотрели нарушения ст. 2 в гибели жертв, а лишь в неадекватном расследовании дела |

### Постановления 2008 г
| №  | Событие, дата, место                                                                                          | Название дела               | Английское название дела, дата постановления      | Статьи ЕКПЧ, нарушение которых найдено Судом                       | Рассматривавшиеся статьи ЕКПЧ, по которым не найдено нарушений             | Особые мнения судей                                                                |
| -- | --- | --------------------------- | ------------------------------------------------- | ------------------------------------------------------------------ | -------------------------------------------------------------------------- | ---------------------------------------------------------------------------------- |
| 1  | Убийство С. Зубайраева (17 сентября 2000, Старые Атаги)                                                       | Дело Зубайраева             | Zubayrayev v. Russia (10/01/2008)                 | 2 (процесс.), 13, 38                                               | 2 (матер.)                                                                 | Л. Лукаидес и Д. Шпильманн сочли, что ст. 2 была нарушена и в материальном аспекте |
| 2  | Похищение и исчезновение Л.-А. и У.-А. Азиевых, ранение Л. Азиева (24 сентября 2000)                          | Дело Азиевых                | Aziyevy v. Russia (20/03/2008)                    | 2, 3, 5, 13, 38                                                    | Нет                                                                        | Нет                                                                                |
| 3  | Задержание и исчезновение Р. Садулаева и И. Капланова (12—13 мая 2001)                                        | Дело Каплановой             | Kaplanova v. Russia (29/04/2008)                  | 2, 5, 13, 38.                                                      | Нет                                                                        | Нет                                                                                |
| 4  | Задержание и исчезновение М. Гайтаева (24 января 2003)                                                        | Дело Сангариевой и др.      | Sangariyeva and Others v. Russia (29/05/2008)     | 2, 3, 5, 13.                                                       | Нет                                                                        | Нет                                                                                |
| 5  | Задержание и исчезновение А. Дугаевой и К. Зинабдиевой (16 мая 2003 года)                                     | Дело Гехаевой и др.         | Gekhayeva and Others v. Russia (29/05/2008)       | 2, 3, 5, 13                                                        | Нет                                                                        | Нет                                                                                |
| 6  | Задержание и исчезновение Р. Ибрагимова (29 декабря 2002)                                                     | Дело Ибрагимова и др.       | Ibragimov and Others v. Russia (29/05/2008)       | 2, 3, 5, 13                                                        | Нет                                                                        | Нет                                                                                |
| 7  | Задержание и исчезновение И. Уцаева, М. Тайсумова, И. Абдулазимова, М. Товмерзаева (Новые Атаги, 2 июня 2002) | Дело Уцаевой и других       | Utsayeva and Others v. Russia (29/05/2008)        | 2, 3, 5, 13                                                        | Нет                                                                        | Нет                                                                                |
| 8  | Задержание и исчезновение Л. и И. Бетаевых (25—26 апреля 2003)                                                | Дело Бетаева и Бетаевой     | Betayev and Betayeva v. Russia (29/05/2008)       | 2, 3, 5, 8, 13                                                     | Нет                                                                        | Нет                                                                                |
| 9  | Задержание и исчезновение Р. Кукуева (3 мая 2001)                                                             | Дело Атабаевой и других     | Atabayeva and Others v. Russia (12/06/2008)       | 2, 3, 13, 38                                                       | Нет                                                                        | Нет                                                                                |
| 10 | Задержание и исчезновение А. и М. Эльмурзаевых (9 июля 2002 и 27 января 2003)                                 | Дело Эльмурзаева и других   | Elmurzaev and Others v. Russia (12/06/2008)       | 2, 3, 5, 13                                                        | Нет                                                                        | Нет                                                                                |
| 11 | Задержание и исчезновение А. Исигова и З. Умханова (2 июля 2001)                                              | Дело Исиговой и др.         | Isigova and Others v. Russia (26/06/2008)         | 2, 3, 5, 13                                                        | 34, 38                                                                     | Нет                                                                                |
| 12 | Исчезновение М. и Х. Хумаидовых (13 февраля 2002)                                                             | Дело Ахиядовой              | Akhiyadova v. Russia (03/07/2008)                 | 2, 3, 5, 13, 38                                                    | 14                                                                         | Нет                                                                                |
| 13 | Задержание и исчезновение Я. Изнаурова (5 февраля 2000)                                                       | Дело Мусаевой               | Musayeva v. Russia (03/07/2008)                   | 2, 3, 5, 13, 38                                                    | Нет                                                                        | Нет                                                                                |
| 14 | Задержание и исчезновение М. Умарова (27 мая 2000)                                                            | Дело Умарова                | Ruslan Umarov v. Russia (03/07/2008)              | 2, 3 (в отношении Р. Умарова), 5, 13, 38                           | 3 (в отношении М. Умарова)                                                 | Нет                                                                                |
| 15 | Задержание и исчезновение А. Тахаева (13 ноября 2002)                                                         | Дело Тахаевой и др.         | Takhayeva and Others v. Russia (18/09/2008)       | 2, 3, 5, 13                                                        | Нет                                                                        | Нет                                                                                |
| 16 | Похищение и исчезновение А. Ахмадова (29 сентября 2002)                                                       | Дело Ахмадовой и Ахмадова   | Akhmadova and Akhmadov v. Russia (25/09/2008)     | 2, 3, 5, 13                                                        | Нет                                                                        | Нет                                                                                |
| 17 | Обстрел села Знаменское (5 октября 1999 года), повлёкший гибель пяти родственников заявителя                  | Дело Межидова               | Mezhidov v. Russia (25/09/2008)                   | 2, 13, 38                                                          | Нет                                                                        | Нет                                                                                |
| 18 | Похищение и исчезновение И. и Ш. Халидовых (29 ноября 2002)                                                   | Дело Халидовой и др.        | Khalidova v. Russia (02/10/2008)                  | 2, 3, 5, 13                                                        | Нет                                                                        | Нет                                                                                |
| 19 | Исчезновение М. Льянова и И. Домбаева (28 июня 2000)                                                          | Дело Льяновой и Адиевой     | Lyanova and Aliyeva v. Russia (02/10/2008)        | 2, 3 (в отношении заявителей), 5, 13 (в связи со ст. 2), 38        | 3 (в отношении М. Льянова и И. Домбаева), 13 (в связи со ст. 3).           | А. Ковлер и Х. Гаджиев сочли, что компенсация материального ущерба неуместна       |
| 20 | Исчезновение Р. Расаева (25 декабря 2001)                                                                     | Дело Расаева и Чанкаевой    | Rasayev and Chankayeva v. Russia (02/10/2008)     | 2, 3, 5, 13                                                        | Нет                                                                        | Нет                                                                                |
| 21 | Гибель от мин В. Альбекова и Х. Минкаилова, травмы Н. Успанова (23 октября 2000)                              | Дело Албекова и др.         | Albekov and Others v. Russia (09/10/2008)         | 2, 13, 38                                                          | Нет                                                                        | Нет                                                                                |
| 22 | Судебное разбирательство о выплате зарплаты (2001—2002 гг.)                                                   | Дело Ицлаева                | Itslayev v. Russia (09/10/2008)                   | Нет                                                                | 6                                                                          | Нет                                                                                |
| 23 | Исчезновение А. Заурбекова (17 октября 2000 года)                                                             | Дело Юсуповой и Заурбекова  | Yusupova and Zaurbekov v. Russia (09/10/2008)     | 2, 3 (в отношении заявителей), 5, 13 (в отношении ст. 2), 38       | 3 (в отношении пропавшего), 13 (в отношении ст. 3)                         | Нет                                                                                |
| 24 | Похищение и исчезновение С.-М. Дебизова, И. Сербиева, Б. Баргаева (14 января 2001)                            | Дело Зульпы Ахматовой и др. | Zulpa Akhmatova and Others v. Russia (09/10/2008) | 2, 3, 5, 13, 38                                                    | Нет                                                                        | Нет                                                                                |
| 25 | Убийство А. Салатханова (17 апреля 2000)                                                                      | Дело Салатхановых           | Salatkhanovy v. Russia (16/10/2008)               | Нет                                                                | 38                                                                         | Нет                                                                                |
| 26 | Похищение (11 декабря 2000) и убийство С.-Р. Мусаева, О. Митаева и М. Магомадова                              | Дело М. Мусаева             | Magomed Musayev and Others v. Russia (23/10/2008) | 2, 3 (в отношении заявителей), 5, 13, 38                           | 3 (в отношении убитых)                                                     | Нет                                                                                |
| 27 | Задержание (15 декабря 2002) и убийство Р. и Р. Хаджиалиевых                                                  | Дело Хаджиалиева и др.      | Khadzhialiyev and Others v. Russia (06/11/2008)   | 2, 3, 5, 13                                                        | Нет                                                                        | Нет                                                                                |
| 28 | Задержание и исчезновение И. Цурова (26 апреля 2003)                                                          | Дело Цуровой и др.          | Tsurova and Others v. Russia (06/11/2008)         | 2, 3, 5, 13 (в отношении ст. 2).                                   | 13 (в отношении ст. 3)                                                     | Нет                                                                                |
| 29 | Задержание и исчезновение В. Магамадова и Х. Межиева (14 ноября 2002)                                         | Дело Магамадовой и Межиевой | Magamadova and Iskhanova v. Russia (06/11/2008)   | 2, 3, 5, 13                                                        | Нет                                                                        | Нет                                                                                |
| 30 | Похищение и исчезновение А. Шаипова (9 апреля 2003)                                                           | Дело Шаиповой и др.         | Shaipova and Others v. Russia (06/11/2008)        | 2 (процедур.)                                                      | 2 (материал.)                                                              | Нет                                                                                |
| 31 | Убийство А. Гехаева и З. Межидовой (27 октября 2001)                                                          | Дело Ахмадова и др.         | Akhmadov and Others v. Russia (14/11/2008)        | 2, 13 (в отношении ст. 2), 38                                      | 3, 5, 13 (в отношении ст. 3 и 5), 14                                       | Нет                                                                                |
| 32 | Убийство А. Гандалоева (17 сентября 2003)                                                                     | Дело Гандалоевой            | Gandaloyeva v. Russia (04/12/2008)                | 2, 13                                                              | Нет                                                                        | Нет                                                                                |
| 33 | Похищение и исчезновение Ш. Асхарова (18 мая 2001)                                                            | Дело Асхаровой              | Askharova v. Russia (04/12/2008)                  | 2, 3 (в отношении заявительницы), 5, 13 (в отношении ст. 2) 38     | 3 (в отношении Ш. Асхарова), 13 (в отношении ст. 3)                        | Нет                                                                                |
| 34 | Обстрел гуманитарного коридора в Грозном, ранение заявительницы (23 января 2000)                              | Дело Умаевой                | Umayeva v. Russia (04/12/2008)                    | 2, 13                                                              | Нет                                                                        | Д. Шпильманн счёл нужным требовать нового расследования дела                       |
| 35 | Похищение и исчезновение М. Тагирова (7 февраля 2003)                                                         | Дело Тагировой и др.        | Tagirova and Others v. Russia (04/12/2008)        | 2 (процесс.).                                                      | 2 (матер.)                                                                 | Нет                                                                                |
| 36 | Похищение и исчезновение А. Берсункаева (13 июня 2001)                                                        | Дело Берсункаевой           | Bersunkayeva v. Russia (04/12/2008)               | 2, 3 (в отношении заявительницы), 5, 13 (в отношении ст. 2)        | 3 (в отношении А. Берсункаева), 13 (в отношении ст. 3)                     | Нет                                                                                |
| 37 | Исчезновение В. Мусыханова (9 ноября 2002)                                                                    | Дело Мусыхановой и др.      | Musikhanova and Others v. Russia (04/12/2008)     | 2, 3 (в отношении части заявителей), 5, 13 (в отношении ст. 2), 38 | 3 (в отношении А. Берсункаева), 13 (в отношении части заявителей по ст. 3) | Нет                                                                                |
| 38 | Похищение и исчезновение А. Ильясова (15 ноября 2002)                                                         | Дело Ильясовой и др.        | Ilyasova and Others v. Russia (04/12/2008)        | 2, 3, 5, 13.                                                       | Нет                                                                        | Нет                                                                                |
| 39 | Разрушение квартиры заявительницы, расследование убийства её мужа (январь 2000 г., Грозный)                   | Дело Трапезниковой          | Trapeznikova v. Russia (11/12/2008)               | 2, 6, ст. 1 протокола № 1                                          | Нет                                                                        | Нет                                                                                |
| 40 | Исчезновение М. Ахмадова (6 марта 2002)                                                                       | Дело Ахмадовой и др.        | Akhmadova and Others v. Russia (04/12/2008)       | 2, 3, 5, 13, 38                                                    | Нет                                                                        | Нет                                                                                |
| 41 | Похищение и исчезновение Р. Касумова (3 февраля 2003)                                                         | Дело Насухановой и др.      | Nasukhanova and Others v. Russia (18/12/2008)     | 2, 3, 5, 13                                                        | Нет                                                                        | Нет                                                                                |

### Постановления 2009 г
| №  | Событие, дата, место | Название дела                   | Английское название дела, дата постановления      | Статьи ЕКПЧ, нарушение которых найдено Судом | Рассматривавшиеся статьи ЕКПЧ, по которым не найдено нарушений                                    | Особые мнения судей                                                   |
| -- | --- | ------------------------------- | ------------------------------------------------- | --- | ------------------------------------------------------------------------------------------------- | --------------------------------------------------------------------- |
| 1  | Похищение (23 октября 2002) и убийство М. Шахгириева, А. Магомадова, И. Умарова, У. Абаева, похищение (3 ноября 2002) и убийство А. Исраилова и Х. Юнусова            | Дело Шахгириевой и др.          | Shakhgiriyeva and Others v. Russia (08/01/2009)   | 2 (материальный аспект — в отношении Шахгириева, Магомадова, Умарова и Абаева), 2 (процессуальный аспект), 5 (в отношении Шахгириева, Магомадова, Умарова и Абаева), 13, 38 | 2 (материальный аспект — в отношении Исраилова и Юнусова), 3, 5 (в отношении Исраилова и Юнусова) | Нет                                                                   |
| 2  | Исчезновение И. Джамаева (Старые Атаги, 6 марта 2002) | Дело Джамаевых                  | Dzhamayevy v. Russia (08/01/2009)                 | 2, 3, 5, 13 | Нет                                                                                               | Нет                                                                   |
| 3  | Исчезновение А. Ахмадова, С.-С. Канаева, А. Покаева, И. Чагаева, И. Магомадова, М. Исамбаева, А. Байсарова, Т. Хаджиева, А.-Н. Закаева (Старые Атаги, 6—8 марта 2002) | Дело Арзу Ахмадовой и др.       | Arzu Akhmadova and Others v. Russia (08/01/2009)  | 2, 3, 5, 13, 38 | 34                                                                                                | Нет                                                                   |
| 4  | Исчезновение А. Хамзаева (25 июня 2002) | Дело Закриевой и др.            | Zakriyeva and Others v. Russia (08/01/2009)       | 2 (процесс.) | 2 (матер.)                                                                                        | Нет                                                                   |
| 5  | Убийство С. Дангаева (23 октября 2002, Грозный) | Дело Дангаевой и Тарамовой      | Dangayeva and Taramova v. Russia (08/01/2009)     | 2, 13 | Нет                                                                                               | Нет                                                                   |
| 6  | Похищение и исчезновение А. Джабаева (8 сентября 2002 г., Урус-Мартан)                                                                                                | Дело Абдулкадыровой и др.       | Abdulkadyrova and Others v. Russia (08/01/2009)   | 2, 3, 5, 8, 13, 38, ст. 1 протокола № 1 | Нет                                                                                               | Нет                                                                   |
| 7  | Похищение, вывоз в Чечню и исчезновение А. Медова (июнь 2004) | Дело Медовой                    | Medova v. Russia (15/01/2009)                     | 2, 5, 13 (в связи со ст. 2), 38 | 3, 13 (в связи со ст. 3), 34                                                                      | Д. Шпильманн счел, что следует также потребовать нового расследования |
| 8  | Похищение В. Абдурзакова (25 октября 2002, Урус-Мартан) | Дело Абдурзаковой и Абдурзакова | Abdurzakova and Abdurzakov v. Russia (15/01/2009) | 2, 3, 5, 13 | Нет                                                                                               | Нет                                                                   |
| 9  | Похищение и исчезновение Б., Р., Р. и Ш. Дольсаевых (21 октября 2002, Мартан-Чу)                                                                                      | Дело Дольсаева и др.            | Dolsayev and Others v. Russia (22/01/2009)        | 2, 3, 5, 13 | Нет                                                                                               | Нет                                                                   |
| 10 | Похищение и убийство А. Самбиева (10—11 апреля 2004, Старые Атаги) | Дело Самбиева и Покаевой        | Sambiyev and Pokayeva v. Russia (22/01/2009)      | 2, 5, 13 | 3                                                                                                 | Нет                                                                   |
| 11 | Похищение И. Заурбекова (11 февраля 2003) | Дело Заурбековой и Заурбековой  | Zaurbekova and Zaurbekova v. Russia (22/01/2009)  | 2, 3 (в отношении заявительниц), 5, 8, 13 (в отношении ст. 2, 8 и ст. 1 протокола № 1), 38                                                                                  | 3 (в отношении И. Заурбекова), 13 (в отношении ст. 3)                                             | Нет                                                                   |
| 12 | Задержание и исчезновение 5 человек (9 июня 2002 г.) | Дело Хайдаевой и других         | Khaydayeva and Others v. Russia (05/02/2009)      | 2, 3, 5, 13 | Нет                                                                                               | Нет                                                                   |
| 13 | Похищение и исчезновение М. Идалова (22 ноября 2002) | Дело Идаловой и Идалова         | Idalova and Idalov v. Russia (05/02/2009)         | 2, 3, 5, 13 | Нет                                                                                               | Нет                                                                   |
| 14 | Задержание заявителей, нанесение телесных повреждений (сентябрь 2001)                                                                                                 | Дело Хадисова и Цечоева         | Khadisov and Tsechoyev v. Russia (05/02/2009)     | 3, 5, 13, 38 | 34                                                                                                | Нет                                                                   |
| 15 | Похищение и исчезновение А. и С. Бантаевых (2 января 2003) | Дело Бантаевой и других         | Bantayeva and Others v. Russia (12/02/2009)       | 2, 3, 5, 13 | Нет                                                                                               | Нет                                                                   |
| 16 | Похищение и исчезновение Б. Сайдаева и Л. Мешаева (17 декабря 2002)                                                                                                   | Дело Мешаевой и других          | Meshayeva and Others v. Russia (12/02/2009)       | 2, 3, 5, 13, 38 | Нет                                                                                               | Нет                                                                   |
| 17 | Похищение и исчезновение А. Аюбова (19 января 2000 года) | Дело Аюбова                     | Ayubov v. Russia (12/02/2009)                     | 2, 5, 13, 38, ст. 1 протокола № 1 | Нет                                                                                               | Нет                                                                   |
| 18 | Похищение и исчезновение И. и Ю. Сагаевых (30 августа и 13 сентября 2002)                                                                                             | Дело Сагаева и других           | Sagayev and Others v. Russia (26/02/2009)         | 2, 3 (в отношении части заявителей), 5, 13 | 3 (в отношении части заявителей)                                                                  | Нет                                                                   |
| 19 | Похищение и исчезновение А. Зубираева (21 декабря 2004) | Дело Вагаповой и Зубираева      | Vagapova and Zubirayev v. Russia (26/02/2009)     | 2, 3, 5, 13 | Нет                                                                                               | Нет                                                                   |
| 20 | Похищение и исчезновение А. Астамирова (5 августа 2002 года) | Дело Астамировой и др.          | Astamirova and Others v. Russia (26/02/2009)      | 2, 3, 5, 13, 38 | 14                                                                                                | Нет                                                                   |
| 21 | Убийство Л. Хажмурадова (11 сентября 2000) | Дело Халитовой                  | Khalitova v. Russia (05/03/2009)                  | 2, 13 | Нет                                                                                               | Нет                                                                   |
| 22 | Задержание и исчезновение С. Эльсиева, И. Демелханова, Дж. Дебишева, Л.-А. Абубакарова, Р. Мандиева, А. Демилханова, А. Агмерзаева (сентябрь 2002, Цоци-Юрт)          | Дело Эльсиева и др.             | Elsiyev and Others v. Russia (12/03/2009)         | 2, 3, 5, 13. | Нет                                                                                               | Нет                                                                   |
| 23 | Похищение и исчезновение А. Хадаева (5 января 2003) | Дело Хадаевой и др.             | Khadayeva and Others v. Russia (12/03/2009)       | 2, 3, 5, 13 | Нет                                                                                               | Нет                                                                   |
| 24 | Задержание и исчезновение 4 человек, задержание 2 из заявителей (2001—2002, Урус-Мартановский район)                                                                  | Дело Джамбековой и др.          | Dzhambekova and Others v. Russia (12/03/2009)     | 2, 3, 5, 13. | Нет                                                                                               | Нет                                                                   |
| 25 | Исчезновение М. Джабаева (10 марта 2000) | Дело Джабаевой                  | Dzhabayeva v. Russia (02/04/2009)                 | 2, 3, 5, 13 | Нет                                                                                               | Нет                                                                   |
| 26 | Похищение и исчезновение В. Сайдалиева (16 апреля 2002) | Дело Сайдалиевой и др.          | Saydaliyeva and Others v. Russia (02/04/2009)     | 2, 3, 5, 13 | Нет                                                                                               | Нет                                                                   |
| 27 | Похищение и исчезновение М. Докуева (14 февраля 2001, Новые Атаги) | Дело Докуева и др.              | Dokuyev and Others v. Russia (02/04/2009)         | 2, 3, 5, 13, 38 | 34                                                                                                | Нет                                                                   |
| 28 | Похищение и исчезновение Х. Джабраилова (10 апреля 2003, Урус-Мартановский район)                                                                                     | Дело Джабраиловой               | Dzhabrailova v. Russia (09/04/2009)               | 2, 3, 5 | Нет                                                                                               | Нет                                                                   |
| 29 | Похищение и исчезновение А.-М. Шахмурзаева (8 февраля 2001, Грозненский район)                                                                                        | Дело Газиевой и др.             | Gaziyeva and Others v. Russia (09/04/2009)        | 2, 3, 5, 13 | Нет                                                                                               | Нет                                                                   |
| 30 | Похищение и исчезновение Р. Асхабова, И. Докаева, И. Дубаева (10 декабря 2002, Грозный)                                                                               | Дело Докаева и др.              | Dokayev and Others v. Russia (09/04/2009)         | 2, 3, 5, 13 | Нет                                                                                               | Нет                                                                   |
| 31 | Похищение и исчезновение С. Мальсагова (7 ноября 2002, Урус-Мартан)                                                                                                   | Дело Мальсаговой и др.          | Malsagova and Others v. Russia (09/04/2009)       | 2, 3 (в отношении 3 заявителей), 5, 13, 38 | 3 (в отношении 4 заявителей)                                                                      | Нет                                                                   |
| 32 | Похищение (27 марта 2004, Шалинский район) и убийство 8 родственников заявителей                                                                                      | Дело Битиевой и др.,            | Bitiyeva and Others v. Russia (23/04/2009)        | 2, 5, 13 | Нет                                                                                               | Нет                                                                   |
| 33 | Похищение (5 февраля 2003, Урус-Мартановский район) и убийство М. Хачукаева                                                                                           | Дело Хачукаева                  | Khachukayev v. Russia (23/04/2009)                | 2, 5, 13 | Нет                                                                                               | Нет                                                                   |
| 34 | Похищение и исчезновение А. Довтаева и Ш. Исраилова (30—31 декабря 2002)                                                                                              | Дело Исраиловой и др.           | Israilova and Others v. Russia (23/04/2009)       | 2, 3 (в отношении 7 заявителей), 5, 13 (в отношении ст. 2) | 3 (в отношении 9 заявителей), 13 (в отношении ст. 3).                                             | Нет                                                                   |
| 35 | Похищение И. Гакиева и избиение Х. Гакиева (30 ноября 2003, Аргун), убийство И. Гакиева                                                                               | Дело Гакиева и Гакиевой         | Gakiyev and Gakiyeva v. Russia (23/04/2009)       | 2, 3, 5, 13 (в отношении ст. 2 и в отношении ст. 3 — в отношении Х. Гакиева)                                                                                                | 13 (в отношении ст. 3 — в отношении И. Гакиева).                                                  | Нет                                                                   |
| 36 | Похищение и исчезновение Б. Алаудинова (8 ноября 2001, Урус-Мартан)                                                                                                   | Дело Алаудиновой                | Alaudinova v. Russia (23/04/2009)                 | 2, 3, 5, 13 | Нет                                                                                               | Нет                                                                   |
| 37 | Обстрел Чечен-аула, гибель трех родственников заявителей (7 сентября 2002, Грозненский район)                                                                         | Дело Тайсумова и др.            | Taysumov and Others v. Russia (14/05/2009)        | 2, 13, 38 | 3                                                                                                 | Нет                                                                   |
| 38 | Похищение и исчезновение А. Хамидова (25 октября 2000, Курчалоевский район)                                                                                           | Дело Турлуевой и Хамидовой      | Turluyeva and Khamidova v. Russia (14/05/2009)    | 2, 3, 5, 13 | Нет                                                                                               | Нет                                                                   |
| 39 | Исчезновение Х. Магомадовой (16 декабря 2002, Шелковской район) | Дело Хумайдова и Хамайдова      | Khumaydov and Khumaydov v. Russia (28/05/2009)    | 2 (процесс.) | 2 (матер.)                                                                                        | Нет                                                                   |
| 40 | Похищение и исчезновение Л. Басаева и Л. Дикаева (6 июля 2002 г., Урус-Мартановский район)                                                                            | Дело Басаевой и др.             | Basayeva and Others v. Russia (28/05/2009)        | 2, 3, 5, 13 | Нет                                                                                               | Нет                                                                   |
| 41 | Похищение и исчезновение М. Ненкаева (8 июня 2002 г., Урус-Мартан) | Дело Ненкаева и др.             | Nenkayev and Others v. Russia (28/05/2009)        | 2, 3 (в отношении 3 из заявителей), 5, 13 (в отношении ст. 2), 38 | 3 (в отношении М. Ненкаева и 7 из заявителей), 13 (в отношении ст. 3)                             | Нет                                                                   |
| 42 | Похищение и исчезновение 4 человек (18 июля 2001 г., Грозненский район)                                                                                               | Дело Халитовой и др.            | Khalitova and Others v. Russia (11/06/2009)       | 2, 3, 5, 13 | Нет                                                                                               | Нет                                                                   |
| 43 | Похищение и исчезновение А. Хасуева (30 августа 2001 г., Урус-Мартан)                                                                                                 | Дело Хасуевой                   | Khasuyeva v. Russia (11/06/2009)                  | 2, 3, 5, 13 | Нет                                                                                               | Нет                                                                   |
| 44 | Похищение и исчезновение И. Урусханова (18 апреля 2002 г., Урус-Мартан)                                                                                               | Дело Магомадовой                | Magomadova v. Russia (18/06/2009)                 | 2, 3, 5, 13 | Нет                                                                                               | Нет                                                                   |
| 45 | Похищение и исчезновение С. Абдулазизова (12 февраля 2001 г., Урус-Мартановский район)                                                                                | Дело Пухиговой                  | Pukhigova v. Russia (02/07/2009)                  | 2, 3, 5, 13 | Нет                                                                                               | Нет                                                                   |
| 46 | Исчезновение Х. Юсупова и трёх других лиц (15 ноября 2002 г.) | Дело Юсуповой и др.             | Yusupova and Others v. Russia (09/07/2009)        | 2 | Нет                                                                                               | Нет                                                                   |
| 47 | Похищение и исчезновение А. Каримова (11 января 2003 года) | Дело Каримова и др.             | Karimov and Others v. Russia (16/07/2009)         | 2, 3, 5, 8, 13, ст. 1 протокола № 1 | Нет                                                                                               | Нет                                                                   |
| 48 | Задержание и исчезновение Х. Тепсуркаева (27 августа 2001 года) | Дело Муцаевой                   | Mutsayeva v. Russia (23/07/2009)                  | 2, 3, 5, 13 | Нет                                                                                               | Нет                                                                   |
| 49 | Похищение и исчезновение Б. Асадулаева (14 января 2004 года) | Дело Асадулаевой и др.          | Asadulayeva and Others v. Russia (17/09/2009)     | 2, 3, 5, 13 | Нет                                                                                               | Нет                                                                   |
| 50 | Похищение и исчезновение Р. Магомадова (9 февраля 2003 года, Грозный)                                                                                                 | Дело Магомадовой и др.          | Magomadova and Others v. Russia (17/09/2009)      | 2, 3, 5, 13 | Нет                                                                                               | Нет                                                                   |
| 51 | Гибель У. Забиева (10—11 июня 2003) | Дело Забиевой и др.             | Zabiyeva and Others v. Russia (17/09/2009)        | 2, 3 (в отношении обращения с первой заявительницей), 13 | 3 (в отношении эмоционального ущерба для заявителей)                                              | Нет                                                                   |
| 52 | Похищение и исчезновение А. Резванова, ограбление семьи Резвановых (10 декабря 2002, Урус-Мартан)                                                                     | Дело Резванова и Резвановой     | Rezvanov and Rezvanova v. Russia (24/09/2009)     | 2, 3, 5, 8, 13, ст. 1 протокола № 1 | Нет                                                                                               | Нет                                                                   |
| 53 | Похищение и исчезновение Р. Бабушева (4 февраля 2003, Махкеты) | Дело Бабушевой и др.            | Babusheva and Others v. Russia (24/09/2009)       | 2, 3, 5, 8, 13, ст. 1 протокола № 1 | Нет                                                                                               | Нет                                                                   |
| 54 | Похищение и исчезновение М. Ильясова (11 августа 2002, Шалинский район)                                                                                               | Дело А. Ильясовой и др.         | Amanat Ilyasova and Others v. Russia (01/10/2009) | 2, 3, 5, 13 | Нет                                                                                               | Нет                                                                   |
| 55 | Содержание под стражей и исчезновение Ю. Сатабаева (июль-август 2000, Урус-Мартановский район)                                                                        | Дело Сатабаевой                 | Satabayeva v. Russia (29/10/2009)                 | 2, 5, 13, 38. | Нет                                                                                               | Нет                                                                   |
| 56 | Содержание под стражей и исчезновение К. Вахаева (август 2000, Урус-Мартановский район)                                                                               | Дело Вахаевой и др.             | Vakhayeva and Others v. Russia (29/10/2009)       | 2, 3, 5, 13, 38 | Нет                                                                                               | Нет                                                                   |
| 57 | Похищение и исчезновение М. Хантиева (4 декабря 2000, Грозный) | Дело Хантиевой и др.            | Khantiyeva and Others v. Russia (29/10/2009)      | 2, 3, 5, 13 | Нет                                                                                               | Нет                                                                   |
| 58 | Похищение и исчезновение Б. Устарханова (7 января 2003, Ачхой-Мартановский район)                                                                                     | Дело Устархановой               | Ustarkhanova v. Russia (26/11/2009)               | 2, 3, 5, 13 | Нет                                                                                               | Нет                                                                   |
| 59 | Исчезновение А., А., Я. и Х. Исмаиловых, Ю. Дайдаева (14 января 2003, Ачхой-Мартан)                                                                                   | Дело Исмаилова и др.            | Ismailov and Others v. Russia (26/11/2009)        | 2, 3, 5, 13 | Нет                                                                                               | Нет                                                                   |

### Постановления 2010 г
| №  | Событие, дата, место | Название дела                     | Английское название дела, дата постановления          | Статьи ЕКПЧ, нарушение которых найдено Судом | Рассматривавшиеся статьи ЕКПЧ, по которым не найдено нарушений | Особые мнения судей |
| -- | --- | --------------------------------- | ----------------------------------------------------- | -------------------------------------------- | -------------------------------------------------------------- | --- |
| 1  | Похищение и исчезновение Р. Гулуева (13 июля 2002, Грозный)                                                              | Дело Гулуевой и др.               | Guluyeva and Others v. Russia (11/02/2010)            | 2, 3, 5, 13                                  | Нет                                                            | Нет |
| 2  | Исчезновение И. Дубаева и Р. Берснукаева (март 2000)                                                                     | Дело Дубаева и Берснукаевой       | Dubayev and Bersnukayeva v. Russia (11/02/2010)       | 2, 3, 5, 13                                  | Нет                                                            | Нет |
| 3  | Похищение и исчезновение З. Ирисханова (19 июня 2002, Самашки)                                                           | Дело Ирисхановой и Ирисханова     | Iriskhanova and Iriskhanov v. Russia (18/02/2010)     | 2, 3, 5, 13                                  | Нет                                                            | Нет |
| 4  | Похищение и исчезновение А. Алиева (29 октября 2002, Грозный)                                                            | Дело Алиевой                      | Aliyeva v. Russia (18/02/2010)                        | 2, 3, 5, 13                                  | Нет                                                            | Нет |
| 5  | Гибель Б. Ашабаевой (26 декабря 2002, Белгатой), похищение и исчезновение С. Сериева (1 июня 2004, Белгатой)             | Дело Сериевых                     | Seriyevy v. Russia (08/04/2010)                       | 2, 3, 5, 13                                  | Нет                                                            | Нет |
| 6  | Задержание и исчезновение У. Умалатова, Ш. Дурдиева (15 октября 2002)                                                    | Дело Умалатова и др.              | Umalatov and Others v. Russia (08/04/2010)            | 2, 3, 5, 13                                  | Нет                                                            | Нет |
| 7  | Похищение и исчезновение А. и А. Тасатаевых (1 июня 2001, Урус-Мартан)                                                   | Дело Тасатаевых                   | Tasatayevy v. Russia (08/04/2010)                     | 2, 3, 5, 13                                  | Нет                                                            | Нет |
| 8  | Похищение и исчезновение А. и М. Мудаевых (29 января 2003, Грозненский район)                                            | Дело Мудаевых                     | Mudayevy v. Russia (08/04/2010)                       | 2, 3, 5, 13                                  | Нет                                                            | Нет |
| 9  | Похищение и исчезновение М.-А. Абаева и А. Шаипова (13 сентября 2000, Урус-Мартан)                                       | Дело Абаевой и др.                | Abayeva and Others v. Russia (08/04/2010)             | 2, 3, 5, 13                                  | Нет                                                            | Нет |
| 10 | Похищение и исчезновение А. Садулаева (9 декабря 2002)                                                                   | Дело Садулаевой                   | Sadulayeva v. Russia (08/04/2010)                     | 2, 3, 5, 13                                  | Нет                                                            | Нет |
| 11 | Задержание и исчезновение С. Хатуева (2 августа 2004)                                                                    | Дело Хатуевой                     | Khatuyeva v. Russia (22/04/2010)                      | 2, 3, 5, 13                                  | 34                                                             | Нет |
| 12 | Похищение и исчезновение Л. Мутаевой (19 января 2004)                                                                    | Дело Мутаевой                     | Mutayeva v. Russia (22/04/2010)                       | 2, 3, 5, 13                                  | Нет                                                            | Нет |
| 13 | Похищение и исчезновение В. Джабраилова (3 января 2003)                                                                  | Дело Тупчиевой                    | Tupchiyeva v. Russia (22/04/2010)                     | 2, 3, 5, 13                                  | Нет                                                            | Нет |
| 14 | Похищение и исчезновение А. Хураева (23 ноября 2002 г.)                                                                  | Дело Шахабовой                    | Shakhabova v. Russia (12/05/2010)                     | 2, 3, 5, 13                                  | Нет                                                            | Нет |
| 15 | Убийство Р. и И. Сулеймановых, П. и А. Айдамировых (16 мая 2000 г.)                                                      | Дело Сулеймановой                 | Suleymanova v. Russia (12/05/2010)                    | 2, 13                                        | Нет                                                            | Нет |
| 16 | Задержание А. и В. Джабраиловых (16 февраля 2003 года) и убийство В. Джабраилова                                         | Дело Джабраиловых                 | Dzhabrailovy v. Russia (20/05/2010)                   | 2, 3, 5, 13                                  | Нет                                                            | Нет |
| 17 | Похищение и исчезновение Б. и М. Хуцаевых, А. Дидаева (16 декабря 2001 года, Урус-Мартановский район)                    | Дело Хуцаева и др.                | Khutsayev and Others v. Russia (27/05/2010)           | 2, 3, 5, 8, 13, ст. 1 протокола № 1          | Нет                                                            | Нет |
| 18 | Похищение С. Алапаева (27 декабря 2004 года)                                                                             | Дело Алапаевых                    | Alapayevy v. Russia (03/06/2010)                      | 2, 3, 5, 13                                  | Нет                                                            | Нет |
| 19 | Похищение и исчезновение М.-С. и М.-А. Ильясовых (22 ноября 2002 года)                                                   | Дело Ильясовой                    | Ilyasova v. Russia (10/06/2010)                       | 2, 3, 5, 13                                  | Нет                                                            | Нет |
| 20 | Похищение и исчезновение шести человек (15 марта 2001 года и 2 апреля 2005 года)                                         | Дело Вакаевой и других            | Vakayeva and Others v. Russia (10/06/2010)            | 2, 3, 5, 13                                  | Нет                                                            | Нет |
| 21 | Похищение и исчезновение семи человек (8 января и 18 сентября 2000 года)                                                 | Дело Батаева и других             | Batayev and Others v. Russia (17/06/2010)             | 2, 3, 5, 13                                  | Нет                                                            | Нет |
| 22 | Похищение и исчезновение М. Гелаева (27 февраля 2000 года)                                                               | Дело Гелаевых                     | Gelayevy v. Russia (15/07/2010)                       | 2, 3, 5, 13                                  | Нет                                                            | Нет |
| 23 | Похищение и исчезновение С. Бенуева и А. Жаналаева (24 ноября 2002 года)                                                 | Дело Бенуевой и других            | Benuyeva and Others v. Russia (22/07/2010)            | 2, 3 (в отношении 3 заявителей), 5, 13       | 3 (в отношении 12 заявителей)                                  | Нет |
| 24 | Похищение и исчезновение А. Ахматханова (2 апреля 2003 года)                                                             | Дело Ахматхановых                 | Akhmatkhanovy v. Russia (22/07/2010)                  | 2, 3, 5, 13                                  | Нет                                                            | Нет |
| 25 | Похищение и исчезновение А. Гастамирова (12 мая 2002 года) и Х. Мержоева (23 ноября 2003 года), Ачхой-Мартановский район | Дело Мержуевой и др.              | Merzhuyeva and Others v. Russia (07/10/2010)          | 2, 3, 5, 13                                  | Нет                                                            | Нет |
| 26 | Задержание А. Садыкова, его ограбление и нанесение ему телесных повреждений (март-май 2000 года)                         | Дело Садыкова                     | Sadykov v. Russia (07/10/2010)                        | 3, 13, 38, ст. 1 протокола № 1               | Нет                                                            | Нет |
| 27 | Похищение и исчезновение И. и И. Янсуевых (13 февраля 2003 года)                                                         | Дело Исраиловой и других          | Israilova and Others v. Russia (28/10/2010)           | 2, 3, 5, 13, 38                              | Нет                                                            | Нет |
| 28 | Убийство А., А. и Т. Исраиловых и А. Джабраилова (7 февраля 2000 года)                                                   | Дело Амуевой и других             | Amuyeva and Others v. Russia (25/11/2010)             | 2, 13                                        | Нет                                                            | Нет |
| 29 | Гибель 24 человек при бомбардировке Катыр-Юрта (с 4 по 7 февраля 2000 года)                                              | Дело Абуевой и других             | Abuyeva and Others v. Russia (02/12/2010)             | 2, 13                                        | Нет                                                            | Дж. Малинверни, Х. Розакис и Д. Шпильманн считали нужным сослаться на IV Женевскую конвенцию и II протокол к Женевским конвенциям |
| 30 | Похищение И. Айтамирова (19 февраля 2003 года)                                                                           | Дело Джабираиловой и Джабраиловой | Dzhabirailova and Dzhabrailova v. Russia (02/12/2010) | 2, 3, 5, 13                                  | Нет                                                            | Нет |
| 31 | Похищение и исчезновение Ш. Тумаева (19 сентября 2004 года)                                                              | Дело Тумаевой и других            | Tumayeva and Others v. Russia (16/12/2010)            | 2, 3, 5, 13                                  | Нет                                                            | Нет |
| 32 | Похищение и исчезновение Р. Таймусханова (30 декабря 2002 года)                                                          | Дело Таймусхановых                | Taymuskhanovy v. Russia (16/12/2010)                  | 2, 3 (в отношении 1 из заявителей), 5, 13    | 3 (в отношении 2 из заявителей)                                | Нет |
| 33 | Гибель несовершеннолетних А. Удаева и Р. Юсупова (17 октября 2000 года)                                                  | Дело Удаевой и Юсуповой           | Udayeva and Yusupova v. Russia (21/12/2010)           | 2 (процесс.)                                 | 2 (матер.)                                                     | Нет |
| 34 | Похищение и исчезновение Х. Мукаева (16 сентября 2004 года)                                                              | Дело Малики Джамаевой и других    | Malika Dzhamayeva and Others v. Russia (21/12/2010)   | 2, 3, 5, 13                                  | Нет                                                            | Нет |

### Постановления 2011 г
| №  | Событие, дата, место | Название дела                         | Английское название дела, дата постановления               | Статьи ЕКПЧ, нарушение которых найдено Судом | Рассматривавшиеся статьи ЕКПЧ, по которым найдено отсутствие нарушения | Особые мнения судей                        |
| -- | --- | ------------------------------------- | ---------------------------------------------------------- | --- | ---------------------------------------------------------------------- | ------------------------------------------ |
| 1  | Похищение и пытки А. Гисаева (23 октября — 8 ноября 2003 года)                                                                                            | Дело Гисаева                          | Gisayev v. Russia (20/01/2011)                             | 3, 5, 13 | 34                                                                     | Нет                                        |
| 2  | Похищение (14 февраля 2002 года, Старые Атаги) и убийство М. и М. Насухановых                                                                             | Дело Насухановых                      | Nasukhanovy v. Russia (10/02/2011)                         | 2, 5, 13 | Нет                                                                    | Нет                                        |
| 3  | Похищение и исчезновение М. Дударова (18 ноября 2002 года)                                                                                                | Дело Дударовых                        | Dudarovy v. Russia (10/02/2011)                            | 2, 3, 5, 13 | Нет                                                                    | Нет                                        |
| 4  | Похищение и исчезновение Л. Хакиева (21 августа 2002 года) и М. Темергериева (27 декабря 2002 года)                                                       | Дело Хакиевой, Темергериевой и других | Khakiyeva, Temergeriyeva and Others v. Russia (17/02/2011) | 2, 3, 5, 13 | Нет                                                                    | Нет                                        |
| 5  | Смерть задержанного Т. Хамбулатова (18 марта 2004 года)                                                                                                   | Дело Хамбулатовой                     | Khambulatova v. Russia (03/03/2011)                        | 2 (процесс.), 3 | 2 (матер.), 34                                                         | Нет                                        |
| 6  | Похищение и исчезновение А. Муртазова (19 ноября 2002 года)                                                                                               | Дело Муртазовых                       | Murtazovy v. Russia (29/03/2011)                           | 2, 3, 5, 13 | Нет                                                                    | Нет                                        |
| 7  | Бомбардировка села Коги (12 сентября 1999 года) | Дело Эсмухамбетова и других           | Esmukhambetov and Others v. Russia (29/03/2011)            | 2, 3 (в отношении 1 из заявителей), 8, 13, ст. 1 протокола № 1                                                                                      | 3 (в отношении 26 из заявителей)                                       | Нет                                        |
| 8  | Исчезновение Х. Тушаева (8 июня 2006 года) | Дело Матаевой и Дадаевой              | Matayeva and Dadayeva v. Russia (19/04/2011)               | 2, 3, 5, 13 | Нет                                                                    | Нет                                        |
| 9  | Бомбежка Урус-Мартана (19 октября 1999 года) | Дело Хамзаева и других                | Khamzayev and Others v. Russia (03/05/2011)                | 2, 8, ст. 1 протокола № 1 | Нет                                                                    | Нет                                        |
| 10 | Содержание под стражей и гибель Висади Шоккарова (январь-февраль 2003 г., Надтеречный район), задержание и исчезновение Виситы Шоккарова (январь 2003 г.) | Дело Шоккарова и других               | Shokkarov and Others v. Russia (03/05/2011)                | 2 (в отношении Виситы Шоккарова), 3 (в отношении Висади Шоккарова — процессуальное; также в отношении заявителей), 5 (в отношении Виситы Шоккарова) | 3 (в отношении Висади Шоккарова — материальное)                        | Нет                                        |
| 11 | Бомбежки Урус-Мартана (2 и 19 октября 1999 года) | Дело Керимовой и других               | Kerimova and Others v. Russia (03/05/2011)                 | 2, 8, ст. 1 протокола № 1 | Нет                                                                    | Нет                                        |
| 12 | Похищение и исчезновение И. Мааева (10 марта 2003 года)                                                                                                   | Дело Мааевых                          | Maayevy v. Russia (24/05/2011)                             | 2, 3, 5, 13 | Нет                                                                    | Нет                                        |
| 13 | Похищение и исчезновение Русланбека Алихаджиева (20 апреля 2005 года)                                                                                     | Дело Малики Алихаджиевой              | Malika Alikhadzhiyeva v. Russia (24/05/2011)               | 2, 3, 5, 13 | Нет                                                                    | Нет                                        |
| 14 | Исчезновение В. Герасиева (5 февраля 2000 года) | Дело Герасиева и др.                  | Gerasiyev and Others v. Russia (07/06/2011)                | 2, 3, 5, 13 | Нет                                                                    | Нет                                        |
| 15 | Похищение и исчезновение М.-Э. Кудаева (27 марта 2004 года, Грозный)                                                                                      | Дело Витаевой и др.                   | Vitayeva and Others v. Russia (07/06/2011)                 | 2, 3 (в отношении 2 заявителей), 5, 13 | 3 (в отношении 1 заявителя)                                            | Нет                                        |
| 16 | Похищение и исчезновение А. Касумова (22 ноября 2002, Шалинский район)                                                                                    | Дело Косумовой и др.                  | Kosumova and Others v. Russia (07/06/2011)                 | 2, 3 (в отношении 5 заявителей), 5, 13 | 3 (в отношении 1 заявителя)                                            | Нет                                        |
| 17 | Похищение и убийство С. Мовсаева (февраль-март 2006 года)                                                                                                 | Дело Мовсаевых                        | Movsayevy v. Russia (14/06/2011)                           | 2 (процесс.) | 2 (матер.)                                                             | Нет                                        |
| 18 | Избиение, приведшее к смерти З. Исаева (май 2004 года) | Дело Исаева и др.                     | Isayev and Others v. Russia (21/06/2011)                   | 2, 3, 13 | Нет                                                                    | Нет                                        |
| 19 | Похищение и исчезновение И. Айгумова (9 января 2002 года)                                                                                                 | Дело Гириевой и др.                   | Giriyeva and Others v. Russia (21/06/2011)                 | 2, 3, 5, 13 | Нет                                                                    | Нет                                        |
| 20 | Обстрел Мартан-Чу, ранение заявителя (4 декабря 1999 года)                                                                                                | Дело Накаева                          | Nakayev v. Russia (21/06/2011)                             | 2 (процесс.) | 2 (матер.)                                                             | Нет                                        |
| 21 | Задержание и исчезновение А. Махарбиева (24 марта 2001 года)                                                                                              | Дело Махарбиевой и др.                | Makharbiyeva and Others v. Russia (21/06/2011)             | 2, 3 (в отношении 3 заявителей), 5, 13 | 3 (в отношении 2 заявителей)                                           | Нет                                        |
| 22 | Разрушение имущества заявителя (18 июля 2000 года) | Дело Губиева                          | Gubiyev v. Russia (19/07/2011)                             | Ст. 1 протокола № 1 | Нет                                                                    | Нет                                        |
| 23 | Убийство М. Багалаева (1 августа 2003 года) | Дело Хасуевой                         | Khasuyeva v. Russia (19/07/2011)                           | 2, 13 | Нет                                                                    | Нет                                        |
| 24 | Похищение и исчезновение Т. Бексултанова (2 октября 2004 года)                                                                                            | Дело Бексултановой                    | Beksultanova v. Russia (27/09/2011)                        | 2, 3, 5, 13 | Нет                                                                    | Нет                                        |
| 24 | Расследование исчезновения Э. Ташухаджиева (с 1996 года)                                                                                                  | Дело Ташухаджиева                     | Tashukhadzhiyev v. Russia (25/10/2011)                     | 2, 5, 13 | Нет                                                                    | А. Ковлер счёл, что ст. 5 не была нарушена |
| 25 | Похищение и исчезновение С.-Э. Самбиева (13 августа 2003 года)                                                                                            | Дело Самбиевой                        | Sambiyeva v. Russia (08/11/2011)                           | 2, 3, 5, 13 | Нет                                                                    | Нет                                        |

### Постановления 2012 г
| №  | Событие, дата, место | Название дела           | Английское название дела, дата постановления  | Статьи ЕКПЧ, нарушение которых найдено Судом | Рассматривавшиеся статьи ЕКПЧ, по которым найдено отсутствие нарушения | Особые мнения судей                                                      |
| -- | --- | ----------------------- | --------------------------------------------- | -------------------------------------------- | ---------------------------------------------------------------------- | ------------------------------------------------------------------------ |
| 1  | Похищение и исчезновение А. Эдилова (26 августа 2001 года)                                                                                | Дело Эдиловой           | Edilova v. Russia (28/02/2012)                | 2, 3, 5, 13                                  | Нет                                                                    | Нет                                                                      |
| 2  | Убийство М. Хамзатова (23 октября 2001 года)                                                                                              | Дело Хамзатова и других | Khamzatov and Others v. Russia (28/02/2012)   | 2, 13                                        | Нет                                                                    | Нет                                                                      |
| 3  | Убийство Ш. и Ш. Индербиевых (январь 2000 года)                                                                                           | Дело Индербиевой        | Inderbiyeva v. Russia (27/03/2012)            | 2, 13                                        | Нет                                                                    | Нет                                                                      |
| 4  | Похищение А. Яхьяевой и М. Бетилгириевой (7 ноября 2001 года)                                                                             | Дело Кадыровой и других | Kadirova and Others v. Russia (27/03/2012)    | 2, 3, 5, 13                                  | Нет                                                                    | Нет                                                                      |
| 5  | Расстрел Х.-А. Ахмадова (ноябрь 2004 года)                                                                                                | Дело Ахмадовой          | Akhmadova v. Russia (03/04/2012)              | 2, 13                                        | Нет                                                                    | Нет                                                                      |
| 6  | Гибель А. Эстамирова (5 января 2001 года)                                                                                                 | Дело Эстамировой        | Estamirova v. Russia (17/04/2012)             | 2 (процесс.), 13                             | 2 (матер.)                                                             | Нет                                                                      |
| 7  | Гибель 6 человек при бомбёжке (8 апреля 2004 года)                                                                                        | Дело Дамаева            | Damayev v. Russia (29/05/2012)                | 2                                            | 3                                                                      | Нет                                                                      |
| 8  | Задержание и исчезновение Т. Межидова и В. Умаева (14 июля 2006 года)                                                                     | Дело Умаевых            | Umayevy v. Russia (12/06/2012)                | 2, 3, 5, 13                                  | Нет                                                                    | А. Ковлер счёл, что присуждённая денежная компенсация рассчитана неверно |
| 9  | Похищение и исчезновение Р. Вахаева (5 октября 2001 года)                                                                                 | Дело Вахаевой           | Vakhayeva v. Russia (10/07/2012)              | 2, 3, 5, 13                                  | Нет                                                                    | Нет                                                                      |
| 10 | Похищение и исчезновение И., Р., А. Илаевых и К. Батаева (4 июля 2004 года)                                                               | Дело Илаевой и др.      | Ilayeva and Others v. Russia (10/07/2012)     | 2, 3, 5, 13                                  | Нет                                                                    | Нет                                                                      |
| 11 | Похищение и исчезновение Х. Умарова (30 июля 2001 года)                                                                                   | Дело Умаровой и др.     | Umarova and Others v. Russia (31/07/2012)     | 2, 3, 5, 13                                  | Нет                                                                    | Нет                                                                      |
| 12 | Жестокое обращение с. Т. Тангиевым после задержания (апрель-октябрь 2003 г., Грозный); осуждение на основе показаний, полученных насилием | Дело Тангиева           | Tangiyev v. Russia (11/12/2012)               | 3, 6                                         | 34                                                                     | Нет                                                                      |
| 13 | Задержание и последующее исчезновение восьми человек (март 2002 года — июль 2004 года, Грозный и Грозненский район)                       | Дело Аслахановой и др.  | Aslakhanova and Others v. Russia (18/12/2012) | 2, 3, 5, 13                                  | Нет                                                                    | Нет                                                                      |

### Постановления 2013 г
| №  | Событие, дата, место                                                           | Название дела             | Английское название дела, дата постановления   | Статьи ЕКПЧ, нарушение которых найдено Судом                    | Рассматривавшиеся статьи ЕКПЧ, по которым найдено отсутствие нарушения | Особые мнения судей                                | Присуждённые компенсации                                                                     |
| -- | ------------------------------------------------------------------------------ | ------------------------- | ---------------------------------------------- | --------------------------------------------------------------- | ---------------------------------------------------------------------- | -------------------------------------------------- | -------------------------------------------------------------------------------------------- |
| 1  | Разрушение фотолаборатории (27 июля 2001 года, Аргун)                          | Дело Милтаева и Мелтаевой | Miltayev and Meltayeva v. Russia (15/01/2013)  | Ст. 1 протокола № 1                                             | Нет                                                                    | Нет                                                | Отказано                                                                                     |
| 2  | Похищение Т. Сулейманова (9 мая 2011 года)                                     | Дело Сулейманова          | Suleymanov v. Russia (22/01/2013)              | 3 (процесс.)                                                    | 3 (матер.), 5, 34                                                      | Нет                                                | 12 500 евро за моральный ущерб, 6000 евро за издержки                                        |
| 3  | Содержание под стражей и исчезновение Е. Исраилова (Гудермес, октябрь 2004 г.) | Дело Альпату Исраиловой   | Alpatu Israilova v. Russia (14/03/2013)        | 2, 3 (в отношении заявительницы), 5, 8, 13                      | 3 (в отношении Е. Исраилова), 34                                       | Нет                                                | 65 000 евро за моральный ущерб, 3500 евро за издержки                                        |
| 4  | Похищение и исчезновение В. Авхадова (Урус-Мартан, 24 апреля 2001 г.)          | Дело Авхадовой и др.      | Avkhadova and Others v. Russia (14/03/2013)    | 2, 3, 5, 13                                                     | Нет                                                                    | Нет                                                | 60 000 евро за моральный ущерб, 1911 фунтов за издержки                                      |
| 5  | Похищение и исчезновение А.-Я. Асхабова (Шали, 5 августа 2009 г.)              | Дело Асхабовой и др.      | Askhabova and Others v. Russia (18/04/2013)    | 2, 3, 5, 13                                                     | Нет                                                                    | Нет                                                | 60 000 евро за моральный ущерб, 1800 евро за издержки                                        |
| 6  | Гибель А. Масхадова (8 марта 2005 г.), отказ выдать родственникам его тело     | Дело Масхадовой и др.     | Maskhadova and Others v. Russia (06/06/2013)   | 8, 13 (в сочетании со ст. 8)                                    | 2, 14 (в сочетании со ст. 8)                                           | Д. Дедов и Х. Гаджиев сочли, что ст. 8 не нарушена | Отказано в компенсации морального ущерба, 18 000 евро за издержки                            |
| 7  | Задержание и исчезновение С.-С. Ибрагимова (21 октября 2009 г.)                | Дело Турлуевой            | Turluyeva v. Russia (20/06/2013)               | 2 (материальное и процедурное), 3, 5, 13 (в сочетании со ст. 2) | Нет                                                                    | Нет                                                | 60 000 евро за моральный ущерб, 3000 евро за издержки                                        |
| 8  | Исчезновение Б. Байсултанова (май 2000 г., Кен-Юрт)                            | Дело Байсултановой и др.  | Baysultanova and Others v. Russia (04/07/2013) | 2, 3, 5, 13                                                     | Нет                                                                    | Нет                                                | 60 000 евро за моральный ущерб, 4000 евро за издержки                                        |
| 9  | Исчезновение 8 человек (2000—2002 гг., Грозный и окрестности)                  | Дело Кайхаровой и др.     | Kaykharova and Others v. Russia (01/08/2013)   | 2, 3, 5, 13                                                     | 38                                                                     | Нет                                                | 23 000 евро за материальный ущерб, 480 000 евро за моральный ущерб, 20 000 евро за издержки. |
| 10 | Исчезновение Р. Саидова (10 августа 2002 г.)                                   | Дело Саидовой             | Saidova v. Russia (01/08/2013)                 | 2 (процессуально)                                               | 2 (материально)                                                        | Нет                                                | 10 000 евро за моральный ущерб и издержки                                                    |
| 11 | Обстрел села Асланбек-Шерипово (17 февраля 2000 г.)                            | Дело Абдулханова и др.    | Abdulkhanov and Others v. Russia (03/10/2013)  | 2, 13                                                           | Нет                                                                    | Нет                                                | 1 160 000 евро за моральный ущерб, 5400 евро за издержки.                                    |
| 12 | Исчезновения родственников заявителей (2000—2005 гг.)                          | Дело Гакаевой и др.       | Gakayeva and Others v. Russia (10/10/2013)     | 2, 3, 5, 13, ст. 1 протокола № 1                                | 38                                                                     | Нет                                                | 243 000 евро за материальный ущерб, 780 000 евро за моральный ущерб, 37 000 евро за издержки |
| 13 | Исчезновения родственников заявителей (2001—2004 гг.)                          | Дело Довлетукаева и др.   | Dovletukayev and Others v. Russia (24/10/2013) | 2, 3, 5, 13                                                     | Нет                                                                    | Нет                                                | 20 000 евро за материальный ущерб, 280 000 евро за моральный ущерб, 10 000 евро за издержки. |
| 14 | Исчезновения родственников заявителей (2001 и 2006 гг.)                        | Дело Товбулатовой и др.   | Tovbulatova and Others v. Russia (31/10/2013)  | 2, 3, 5, 13                                                     | Нет                                                                    | Нет                                                | 10 000 евро за материальный ущерб, 300 000 евро за моральный ущерб, 7818 евро за издержки    |
| 16 | Задержание и исчезновение родственников заявителей (2000 г.)                   | Дело Бопаевой и др.       | Bopayeva and Others v. Russia (07/11/2013)     | 2, 3, 5, 13                                                     | Нет                                                                    | Нет                                                | 12 000 евро за материальный ущерб, 180 000 евро за моральный ущерб, 7183 евро за издержки.   |

### Постановления 2014 г
| №  | Событие, дата, место                                                         | Название дела            | Английское название дела, дата постановления        | Статьи ЕКПЧ, нарушение которых найдено Судом | Рассматривавшиеся статьи ЕКПЧ, по которым найдено отсутствие нарушения | Особые мнения судей                                | Присуждённые компенсации                                                                       |
| -- | ---------------------------------------------------------------------------- | ------------------------ | --------------------------------------------------- | -------------------------------------------- | ---------------------------------------------------------------------- | -------------------------------------------------- | ---------------------------------------------------------------------------------------------- |
| 1  | Исчезновения 36 родственников заявителей в 2000—2006 гг.                     | Дело Пицаевой и др.      | Pitsayeva and Others v. Russia (09/01/2014)         | 2, 3, 5, 13                                  | Нет                                                                    | Нет                                                | 392 250 евро за материальный ущерб, 1 928 000 евро за моральный ущерб, 64 500 евро за издержки |
| 2  | Отказ выдать родственникам тело С. Вагапова в 2005 г.                        | Дело Абдулаевой          | Abdulayeva v. Russia (16/01/2014)                   | 8, 13                                        | Нет                                                                    | Особых мнений нет, есть декларация судьи Д. Дедова | Отказано в компенсации морального ущерба, 6289 евро за издержки                                |
| 3  | Исчезновения 14 родственников заявителей в 2001—2005 г.                      | Дело Ахматова и др.      | Akhmatov and Others v. Russia (16/01/2014)          | 2, 3, 5, 13                                  | Нет                                                                    | Нет                                                | 128 000 евро за материальный ущерб, 800 000 евро за моральный ущерб, 20 150 евро за издержки   |
| 4  | Исчезновения 5 родственников заявителей в 2001—2004 г.                       | Дело Микиевой и др.      | Mikiyeva and Others v. Russia (30/01/2014)          | 2, 3, 5, 13                                  | Нет                                                                    | Нет                                                | 34 000 евро за материальный ущерб, 300 000 евро за моральный ущерб, 10 000 евро за издержки    |
| 5  | Исчезновения 13 родственников заявителей в 2000—2004 г.                      | Дело Джабраилова и др.   | Dzhabrailov and Others v. Russia (27/02/2014)       | 2, 3, 5, 13                                  | Нет                                                                    | Нет                                                | 124 000 евро за материальный ущерб, 780 000 евро за моральный ущерб, 23 400 евро за издержки   |
| 6  | Исчезновения 17 родственников заявителей в 2001—2006 гг.                     | Дело П. Исмаиловой и др. | Petimat Ismailova and Others v. Russia (18/09/2014) | 2, 3, 5, 13                                  | Нет                                                                    | Нет                                                | 203 000 евро за материальный ущерб, 1 020 000 евро за моральный ущерб, 28 000 евро за издержки |
| 7  | Исчезновение сына заявительницы в 2009 г.                                    | Дело Макаевой            | Makayeva v. Russia (18/09/2014)                     | 2, 3, 5, 13                                  | Нет                                                                    | Нет                                                | 60 000 евро за моральный ущерб, 2450 евро за издержки                                          |
| 8  | Исчезновения 18 родственников заявителей в 2000—2006 гг.                     | Дело Султыгова и др.     | Sultygov and Others v. Russia (09/10/2014)          | 2, 3, 5, 13                                  | 38                                                                     | Нет                                                | 56 000 евро за материальный ущерб, 1 080 000 евро за моральный ущерб, 32 900 евро за издержки  |
| 9  | Гибель дочери заявительницы 7 июня 2003 гг. между Ведено и Харачоем          | Дело Косумовой и др.     | Kosumova v. Russia (16/10/2014)                     | 2 (процесс.)                                 | 2 (матер.)                                                             | Нет                                                | 20 000 евро за моральный ущерб, 4000 евро за издержки                                          |
| 10 | Похищение брата заявителей из его дома в Грозненском районе в июле 2004 года | Дело Хараевой и др.      | Kharayeva and Others v. Russia (27/11/2014)         | 2 (процесс.)                                 | 2 (матер.)                                                             | Нет                                                | 20 000 евро за моральный ущерб, 850 евро за издержки                                           |

### Постановления 2015 г
| №  | Событие, дата, место                                                                           | Название дела              | Английское название дела, дата постановления      | Статьи ЕКПЧ, нарушение которых найдено Судом | Рассматривавшиеся статьи ЕКПЧ, по которым найдено отсутствие нарушения | Особые мнения судей                                               | Присуждённые компенсации                                                                    |
| -- | ---------------------------------------------------------------------------------------------- | -------------------------- | ------------------------------------------------- | -------------------------------------------- | ---------------------------------------------------------------------- | ----------------------------------------------------------------- | ------------------------------------------------------------------------------------------- |
| 1  | Исчезновение 6 родственников заявителей в 2001—2002 гг.                                        | Дело Малики Юсуповой и др. | Malika Yusupova and Others v. Russia (15/01/2015) | 2, 3, 5, 13                                  | Нет                                                                    | Нет                                                               | 10 000 евро за материальный ущерб, 360 000 евро за моральный ущерб, 10 000 евро за издержки |
| 2  | Исчезновение В. Гамбулатова в 2001 г. в Курчалое                                               | Дело Гамбулатовой          | Gambulatova v. Russia (26/03/2015)                | 2, 3, 5, 13                                  | Нет                                                                    | Нет                                                               | 60 000 евро за моральный ущерб, 3000 евро за издержки                                       |
| 3  | Похищение С. и Б. Жебраиловых в 2005 г. в Гехи.                                                | Дело Жебраиловой и др.     | Zhebrailova and Others v. Russia (26/03/2015)     | 2, 3, 5, 13                                  | Нет                                                                    | Нет                                                               | 79 500 евро за моральный ущерб, 1863 фунтов стерлингов за издержки                          |
| 4  | Похищение А. Ирезиева в 2002 г. в Автурах                                                      | Дело Ирезиевых             | Ireziyevy v. Russia (02/04/2015)                  | 2, 3, 5, 13                                  | Нет                                                                    | Д. Дедов счёл, что заявители не соблюли срок подачи жалобы в ЕСПЧ | 60 000 евро за моральный ущерб, 3000 евро за издержки                                       |
| 5  | Гибель мужа заявительницы в 2001 г. в Грозном                                                  | Дело Межиевой              | Mezhiyeva v. Russia (16/04/2015)                  | 2 (неэффективность расследования)            | 2 (содержательный аспект)                                              | Нет                                                               | 30 000 евро за моральный ущерб, 3000 евро за издержки                                       |
| 6  | Похищение Р. Кагирова в Закан-Юрте в 2009 г.                                                   | Дело Кагирова              | Kagirov v. Russia (23/04/2015)                    | 2 (процесс.)                                 | 2 (матер.), 3, 5, 38                                                   | Нет                                                               | 20 000 евро за моральный ущерб, 1000 евро за издержки.                                      |
| 7  | Похищение А. и С.-Э. Исламовых на окраине Грозного в 2000 г.                                   | Дело Исламовой             | Islamova v. Russia (30/04/2015)                   | 2, 3, 5, 13                                  | Нет                                                                    | Нет                                                               | 20 000 евро за материальный ущерб, 120 000 евро за моральный ущерб, 2553 евро за издержки.  |
| 8  | Исчезновение М. Сайдулханова в Ведено в 2004 г.                                                | Дело Сайдулхановой         | Saydulkhanova v. Russia (25/06/2015)              | 2 (процесс.)                                 | 2 (матер.)                                                             | Нет                                                               | 20 000 евро за моральный ущерб, 2000 евро за издержки.                                      |
| 9  | Обстрел и бомбардировка Катыр-Юрта в феврале 2000 г.                                           | Дело Абакаровой            | Abakarova v. Russia (15/10/2015)                  | 2, 13                                        | Нет                                                                    | Нет                                                               | 12 600 евро за материальный ущерб, 300 000 евро за моральный ущерб, 2175 евро за издержки   |
| 10 | Похищение М. Бимурадова в мае 2002 г. в Бас-Гордали                                            | Дело Бимурадовой           | Bimuradova v. Russia (12/11/2015)                 | 2 (процессуальное)                           | 2 (материальное), 3, 5                                                 | Нет                                                               | 20 000 евро за моральный ущерб                                                              |
| 11 | Похищение Али Дудаева и убийство Аслана Дудаева в Грозном в июле 2002 г.                       | Дело Дудаевой              | Dudayeva v. Russia (08/12/2015)                   | 2, 3, 5, 13                                  | Нет                                                                    | Нет                                                               | 120 000 евро за моральный ущерб, 3000 евро за издержки                                      |
| 12 | Похищение Х. Сагаева в Алхан-Юрте в августе 2000 г. и Р. Мукаева в Дуба-Юрте в декабре 2004 г. | Дело Сагаевой и др.        | Sagayeva and Others v. Russia (08/12/2015)        | 2, 3, 5, 13                                  | Нет                                                                    | Нет                                                               | 120 000 евро за моральный ущерб, 20 000 евро за материальный ущерб, 8348 евро за издержки   |

### Постановления 2016 г
| № | Событие, дата, место | Название дела          | Английское название дела, дата постановления | Статьи ЕКПЧ, нарушение которых найдено Судом | Рассматривавшиеся статьи ЕКПЧ, по которым найдено отсутствие нарушения или жалоба не принята к рассмотрению | Особые мнения судей | Присуждённые компенсации                                                                   |
| - | --- | ---------------------- | -------------------------------------------- | -------------------------------------------- | --- | ------------------- | ------------------------------------------------------------------------------------------ |
| 1 | Конфискация грузовика в Шали, декабрь 1999 года | Дело Саламова          | Salamov v. Russia (12/01/2016)               | Ст. 1 протокола № 1                          | Ст. 1, 13, 14 и 15 Конвенции, ст. 1 протокола № 12                                                          | Нет                 | 8640 евро за материальный ущерб                                                            |
| 2 | Похищение И. Дениева в ноябре 2000 года | Дело Хачукаевых        | Khachukayevy v. Russia (09/02/2016)          | Ст. 2, 3, 5, 13                              | Нет | Нет                 | 19 000 евро за материальный ущерб, 60 000 евро за моральный ущерб, 3000 евро за издержки   |
| 3 | Похищение Б. Назырова в апреле 2000 г. и Р. Кагерманова в феврале 2002 г. в Гехи, М. Бабуева в Ханкале в августе 2002 г., Э. Зайнадинова в июле 2002 г. в Шали, А. Диниева в августе 2003 г. в Грозном | Дело Назыровой и др.   | Nazyrova and Others v. Russia (09/02/2016)   | Ст. 2, 3, 5, 13                              | Нет | Нет                 | 10 000 евро за материальный ущерб, 280 000 евро за моральный ущерб, 7000 евро за издержки  |
| 4 | Похищение З. Гайсановой в 2009 г. в Грозном | Дело Гайсановой        | Gaysanova v. Russia (12/05/2016)             | Ст. 2, 3, 5                                  | Ст. 38 | Нет                 | 60 000 евро за моральный ущерб, 3400 евро за издержки                                      |
| 5 | Исчезновение родственников заявителей в мае-июне 2002 г. в Мескер-Юрте | Дело Орцуевой и других | Ortsuyeva and Others v. Russia (22/11/2016)  | Ст. 2, 3, 5, 13                              | Ст. 3 (жалобы двух из заявителей признаны неприемлемыми, ещё двух — отклонены)                              | Нет                 | 960 000 евро за моральный ущерб, 169 000 евро за материальный ущерб, 7850 евро за издержки |

### Постановления 2017 г
| № | Событие, дата, место                                                    | Название дела                   | Английское название дела, дата постановления       | Статьи ЕКПЧ, нарушение которых найдено Судом | Рассматривавшиеся статьи ЕКПЧ, по которым найдено отсутствие нарушения или жалоба не принята к рассмотрению | Особые мнения судей | Присуждённые компенсации                                                                  |
| - | ----------------------------------------------------------------------- | ------------------------------- | -------------------------------------------------- | -------------------------------------------- | --- | ------------------- | ----------------------------------------------------------------------------------------- |
| 1 | Гибель А. и Ю. Абубакаровых, 30 сентября 2002 г.                        | Дело Абубакаровой и Мидалишовой | Abubakarova and Midalishova v. Russia (31/01/2017) | Ст. 2                                        | Нет | Нет                 | 120 000 евро за моральный ущерб, 46 898 евро за материальный ущерб, 2260 евро за издержки |
| 2 | Пытки в Москве, на пути из Владикавказа в Грозный и в Грозном в 2006 г. | Дело Мукаева                    | Mukayev v. Russia (14/03/2017)                     | Ст. 3, 6                                     | Ст. 3 (об условиях содержания под стражей), ст. 5                                                           | Нет                 | 45 000 евро за моральный ущерб, 4500 евро за издержки                                     |
| 3 | Отмена договора купли-продажи квартиры в 2014 г.                        | Дело Джантаева и Якубовой       | Dzhantayev and Yakubova v. Russia (26/09/2017)     | Ст. 1 протокола № 1                          | | Нет                 | 5000 евро за моральный ущерб, 850 евро за издержки                                        |
| 4 | «Зачистка» в селе Новые Алды в 2000 г. и её расследование               | Дело Хаджимурадова и др.        | Khadzhimuradov and Others v. Russia (10/10/2017)   | Ст. 2 (процессуальный аспект)                | Ст. 2 (материальный аспект), ст. 1 протокола № 1                                                            | Нет                 | 285 000 евро за моральный ущерб, 2500 евро за издержки                                    |

### Постановления 2018 г
| № | Событие, дата, место                                                    | Название дела                 | Английское название дела, дата постановления      | Статьи ЕКПЧ, нарушение которых найдено Судом | Рассматривавшиеся статьи ЕКПЧ, по которым найдено отсутствие нарушения или жалоба не принята к рассмотрению | Особые мнения судей | Присуждённые компенсации                                                                      |
| - | ----------------------------------------------------------------------- | ----------------------------- | ------------------------------------------------- | -------------------------------------------- | --- | ------------------- | --------------------------------------------------------------------------------------------- |
| 1 | Арест и пытки в Грозном в сентябре 2002 года, осуждение в мае 2004 года | Дело Абдулкадырова и Дахтаева | Abdulkadyrov and Dakhtayev v. Russia (10/07/2018) | Ст. 3, 6 (§ 1), 8                            | Ст. 3, 5, 6                                                                                                 | Нет                 | 74 000 евро за моральный ущерб, 4150 евро за издержки                                         |
| 2 | Исчезновения после задержаний в 2001—2005 годах                         | Дело Бицаевой и др.           | Bitsayeva and Others v. Russia (23/10/2018)       | Ст. 2, 3, 5, 13                              | | Нет                 | 116 500 евро за материальный ущерб, 660 000 евро за моральный ущерб, 19 000 евро за издержки  |
| 3 | Исчезновения после задержаний в 2002—2005 годах                         | Дело Межидовых и др.          | Mezhidovy and Others v. Russia (23/10/2018)       | Ст. 2, 3, 5, 13                              | | Нет                 | 122 250 евро за материальный ущерб, 660 000 евро за моральный ущерб, 17 000 евро за издержки  |
| 4 | Исчезновения после задержаний в 2002—2004 годах                         | Дело Яндаевой и др.           | Yandayeva and Others v. Russia (04/12/2018)       | Ст. 2, 3,5, 13                               | | Нет                 | 90 500 евро за материальный ущерб, 1 020 000 евро за моральный ущерб, 19 000 евро за издержки |

### Постановления 2019 года
| №  | Событие, дата, место                                              | Название дела           | Английское название дела, дата постановления   | Статьи ЕКПЧ, нарушение которых найдено Судом | Рассматривавшиеся статьи ЕКПЧ, по которым найдено отсутствие нарушения или жалоба не принята к рассмотрению | Особые мнения судей | Присуждённые компенсации                                                                                              |
| -- | ----------------------------------------------------------------- | ----------------------- | ---------------------------------------------- | -------------------------------------------- | --- | ------------------- | --- |
| 1  | Исчезновения после задержаний в 2001—2005 годах                   | Дело Кукурхоевой и др.  | Kukurkhoyeva and Others v. Russia (22/01/2019) | Ст. 2, 3, 5, 13                              | | Нет                 | 95 000 евро за материальный ущерб, 800 000 евро за моральный ущерб, 15 850 евро за издержки.                          |
| 2  | Исчезновения после задержаний в 2000—2005 годах                   | Дело Тазуевой и др.     | Tazuyeva and Others v. Russia (22/01/2019)     | Ст. 2, 3, 5, 13                              | | Нет                 | 86 700 евро за материальный ущерб, 660 000 евро за моральный ущерб, 11 846 евро за издержки                           |
| 3  | Убийства в Грозном и Урус-Мартане в 2002—2005 годах               | Дело Шамсудиновой и др. | Shamsudinova and Others v. Russia (05/02/2019) | Ст. 2, 5                                     | | Нет                 | 27 000 евро за материальный ущерб, 240 000 евро за моральный ущерб, 6000 евро за издержки                             |
| 4  | Убийство в Шелковском районе в 2006 году                          | Дело Дагалаевой         | Dagalayeva v. Russia (12/03/2019)              | Ст. 2                                        | | Нет                 | 80 000 евро за моральный ущерб                                                                                        |
| 5  | Исчезновения после задержаний в 2002—2006 годах                   | Дело Махмудовой и др.   | Makhmudova and Others v. Russia (12/03/2019)   | Ст. 2, 3, 5, 13                              | | Нет                 | 165 500 евро за материальный ущерб, 870 000 евро за моральный ущерб, 16 624 евро за издержки                          |
| 6  | Исчезновения после задержаний в 2000—2004 годах                   | Дело Хатуевой и др.     | Khatuyeva and Others v. Russia (27/08/2019)    | Ст. 2 (процессуальное)                       | Ст. 2 (материальное)                                                                                        | Нет                 | 78 000 евро за моральный ущерб, 3000 евро за издержки                                                                 |
| 7  | Исчезновения после задержаний в 2000—2005 годах (тж. в Ингушетии) | Дело Оздоева и др.      | Ozdoyev and Others v. Russia (27/08/2019)      | Ст. 2 (процессуальное)                       | Ст. 2 (материальное)                                                                                        | Нет                 | 17 100 евро за материальный ущерб, 710 000 евро за моральный ущерб, 12 606 евро за издержки (не считая ингушских дел) |
| 8  | Изъятие детей, лишение родительских прав                          | Дело Зелихи Магомадовой | Zelikha Magomadova v. Russia (08/10/2019)      | Ст. 8                                        | нет | Нет                 | 30 000 евро за моральный ущерб, 9000 евро за издержки                                                                 |
| 9  | Похищения людей в 2000—2005 гг.                                   | Дело Хакимовой и др.    | Khakimova and Others v. Russia (08/10/2019)    | Ст. 2, 3, 5, 13, ст. 1 протокола № 1         | Нет | Нет                 | 42 500 евро за материальный ущерб, 540 000 евро за моральный ущерб, 7000 евро за издержки                             |
| 10 | Похищения людей в 2007—2011 гг. (в том числе в Ингушетии)         | Дело Накани и др.       | Nakani and Others v. Russia (08/10/2019)       | Ст. 2, 3, 13                                 | нет | Нет                 | 22 500 евро за материальный ущерб, 400 000 евро за моральный ущерб, 10 000 евро за издержки                           |

### Постановления 2020 года
| № | Событие, дата, место                                         | Название дела        | Английское название дела, дата постановления | Статьи ЕКПЧ, нарушение которых найдено Судом | Рассматривавшиеся статьи ЕКПЧ, по которым найдено отсутствие нарушения или жалоба не принята к рассмотрению | Особые мнения судей | Присуждённые компенсации                                                                 |
| - | ------------------------------------------------------------ | -------------------- | -------------------------------------------- | -------------------------------------------- | --- | ------------------- | ---------------------------------------------------------------------------------------- |
| 1 | Уничтожение и конфискация собственности в Аргуне в 2010 году | Дело Абиева и Палько | Abiyev and Palko v. Russia (24/03/2020)      | Ст. 1 протокола № 1                          | Нет | Нет                 | 97 250 евро за материальный ущерб, 6 500 евро за моральный ущерб, 1440 евро за издержки. |

### Постановления 2021 года
| № | Событие, дата, место                  | Название дела          | Английское название дела, дата постановления  | Статьи ЕКПЧ, нарушение которых найдено Судом | Рассматривавшиеся статьи ЕКПЧ, по которым найдено отсутствие нарушения или жалоба не принята к рассмотрению | Особые мнения судей | Присуждённые компенсации                                    |
| - | ------------------------------------- | ---------------------- | --------------------------------------------- | -------------------------------------------- | --- | ------------------- | ----------------------------------------------------------- |
| 1 | Операция в Бороздиновской в 2005 году | Дело Аджигитовой и др. | Adzhigitova and Others v. Russia (22/06/2021) | Ст. 2 (частично), 3, 8, 3 + 13, 3 + 14, 38   | Ст. 2 (частично), ст. 1 протокола № 1, ст. 14 в сочетании со статьями 2, 8, или со ст. 1 протокола № 1      | Нет                 | 1 842 000 евро за моральный ущерб, 13 775 евро за издержки. |
| 2 | Пытки в милиции в 2002—2006 году      | Дело Оразбаева и др.   | Orazbayev and Others v. Russia (13/07/2021)   | Ст. 3, 5, 6                                  | . | Нет                 | 170 000 евро за ущерб, 11 150 евро за издержки              |

## Постановления ЕСПЧ в отношении стран Совета Европы о выдаче в Россию лиц в связи с их участием в чеченских событиях
Постановление от 21 декабря 2001 года по делу «К. К. Ц. против Нидерландов» (жалоба № 58964/00) — о выдаче в Россию заявителя, участвовавшего в первой чеченской войне (по делу было достигнуто мировое соглашение).
Постановление от 12 июня 2012 года по делу «Байсултанов против Австрии» (жалоба № 54131/10) — суд счёл, что депортация из Австрии в Россию заявителя, участвовавшего в первой чеченской войне, не нарушит ст. 3 и ст. 8 ЕКПЧ.
Постановление от 28 марта 2013 года по делу «И. К. против Австрии» (жалоба № 2964/12) — суд счёл, что депортация из Австрии в Россию заявителя, отец которого был убит в Чечне и матери которого Австрией было предоставлено убежище, была бы нарушением ст. 3 ЕКПЧ.
Постановление от 5 сентября 2013 года по делу «И. против Швеции» (жалоба № 61204/09) — суд счёл 5 голосами против 2, что депортация из Швеции в Россию заявителя-чеченца, на теле которого были следы пыток, была бы нарушением ст. 3 ЕКПЧ.
Постановление от 14 ноября 2013 года по делу «Чанкаев против Азербайджана» (жалоба № 56688/12) — суд счёл, что депортация из Азербайджана в Россию заявителя, участвовавшего во второй чеченской войне, не нарушит ст. 3 ЕКПЧ.
Постановление от 27 февраля 2014 года по делу «Зармаев против Бельгии» (жалоба № 35/10) — суд счёл, что депортация из Бельгии в Россию заявителя, ссылавшегося на своё участие в чеченских войнах, не нарушит ст. 3 ЕКПЧ.
Постановление от 25 марта 2014 года по делу «М. Г. против Болгарии» (жалоба № 59297/12) — суд счёл, что выдача из Болгарии в Россию заявителя, ссылавшегося на своё участие в чеченских войнах, была бы нарушением ст. 3 ЕКПЧ.
Постановление от 31 июля 2014 года по делу «Тершиев против Азербайджана» (жалоба № 10226/13) — суд счёл, что выдача России заявителя, подозреваемого в участии в незаконных вооружённых формированиях в Чечне, не нарушит ст. 3 ЕКПЧ.
Постановление от 4 сентября 2014 года по делу «М. В. и М. Т. против Франции» (жалоба № 17897/09) — суд счёл, что выдача России заявителей была бы нарушением ст. 3 ЕКПЧ.
Постановление от 9 июля 2015 года по делу «Р. К. против Франции» (жалоба № 61264/11) — суд счёл, что выдача России заявителя была бы нарушением ст. 3 ЕКПЧ.
Постановление от 7 июля 2016 года по делу «Р. В. против Франции» (жалоба № 78514/14) — суд счёл, что выдача России заявителя была бы нарушением ст. 3 ЕКПЧ.
Постановление от 11 декабря 2018 года по делу «М. A. против Литвы» (жалоба № 59793/17) — об отказе рассматривать заявления о предоставлении убежища.
Постановление от 10 декабря 2020 года по делу «Шиксаитов против Словакии» (жалобы № 56751/16 и 33762/17) — о содержании под стражей для выдачи в Россию в одной стране ЕС при наличии статуса беженца, присвоенного другой страной ЕС.

## Жалобы, признанные неприемлемыми
В 2019 году ЕСПЧ опубликовал решения о неприемлемости жалоб 99 заявителей об исчезновении их родственников на территории Чечни. По сообщению Министерства юстиции Российской Федерации, ЕСПЧ учел «игнорирование заявителями имеющихся в их распоряжении процессуальных возможностей по поддержанию контактов со следственными органами в целях получения оперативной информации о ходе следствия и своевременного принятия решения о необходимости обращения за защитой в международный суд».